# Anisophyllea curtisii
Anisophyllea curtisii är en tvåhjärtbladig växtart som beskrevs av George King. Anisophyllea curtisii ingår i släktet Anisophyllea och familjen Anisophylleaceae. Inga underarter finns listade i Catalogue of Life.